# EARLY GLORY
『EARLY GLORY』（アーリー・グローリー）は、2024年4月7日からJ-WAVEで放送されているラジオ番組。

## 概要
女優の小林涼子がナビゲーターを務めている日曜朝のワイド番組で、毎週日曜 6:00 - 9:00（日本標準時）に放送。
番組は、日曜日を楽しく過ごすためのヒントや、誰もが笑顔になれる社会・未来に思いを馳せたトピックスなどを取り上げている。また、音楽もかけている。